# Nesapterus puncticollis
Nesapterus puncticollis är en skalbaggsart som beskrevs av Scott 1908. Nesapterus puncticollis ingår i släktet Nesapterus och familjen glansbaggar. Inga underarter finns listade i Catalogue of Life.